# オフショア銀行
オフショア銀行（オフショアぎんこう、英語: Offshore bank）は、預金者の居住国外にあり、口座開設者のほとんどが裁判管轄上の非居住者である銀行のことである。海外口座、特にタックス・ヘイヴンにあるものは、しばしばオフショア口座と呼ばれる。一般的に個人や会社が低税率国（やタックス・ヘイヴン）の口座を利用する理由として、金融や法制面について以下のような利点があることによる:
- プライバシー
- 低税率もしくは無税（租税回避)
- 簡単な預金の利用（規制面)
- 地域的、政治的、金融的変動に対する保護

チャンネル諸島がイギリスの沖（Offshore）にあることが語源であり、また、現在大半のオフショア銀行が島嶼国家に置かれているが、この言葉は、立地地点にかかわらず、前述のような利点を活用している銀行を呼ぶ際に比喩的に用いられている。つまり、内陸のスイスやルクセンブルク、アンドラにある同業態もオフショア銀行と呼ばれる。
地下経済、組織犯罪、脱税、資金洗浄と連想されることもしばしばだが、法的には、個人所得税の利子からは逃れられない。かなり複雑な要件を満たした人々を除き、多くの国の個人所得税は 銀行の利息と海外収益を区別していない。例えば米国の所得税は無記名預金でさえも申告が求められ、怠ると偽証の罪に問われる。だが銀行側に税務当局へ報告する義務はなく銀行の機密特権があるため、申告漏れを脱税と認定することはできない。アメリカ同時多発テロ事件以降は国際金融、特にオフショア銀行やタックスヘイブン、クリアストリームなどの手形交換所に規制強化が求められている。

## 管轄当局の比較
口座開設希望者に最も人気の条件として、政治的・経済的情勢の安定が挙げられる。世界的に資金が集まる双璧がスイスとケイマン諸島である。ニューヨーク・タイムズ紙面にてニューヨーク地区検事長のロバート・モーゲンソウはケイマン諸島内の281行に1.9兆米ドル預金があると述べた 一方で、ケイマン諸島金融当局の公式統計は約1.5兆米ドルと発表している。他にも無数の国別オフショア銀行管轄当局が存在し、特にジャージー、ガーンジー、マン島は規制基盤が整備されていることで知られている。 一部の管轄当局は適切な規制が困難なことから管理対象から意図的に外し、結果として金融不祥事を招いている。

## 範囲
オフショア銀行は大部分の国際金融システムで構成されており、専門家は世界の資本流動の半数程度がオフショア金融センターを経由すると考えている。タックスヘイブンは世界人口の1.2%で世界中の富の26%を占め、内31%はアメリカ多国籍企業の純利益である。 推定で13-20兆£が口座内で退蔵されている。
約3兆ドルがタックスヘイブン内の預金額であり、残りが国際事業会社(IBCs）と信託が所有する有価証券である。オフショア銀行の中でスイス銀行は推定で世界中の35%（3兆スイスフラン相当）の個人及び機関投資資金を保管しており、ケイマン諸島 (預金額1.9兆米ドル）は預金額では世界5位の国際金融センターである。 しかしスイス国民銀行の最近のデータでは、外国人所有口座の資産額が2008年1月から2009年11月の間で28.1%減少した。

## サービス
オフショア銀行では、以下のような金融サービスを利用することができる。
- 預金
- 経営管理
- 与信
- 預金受払
- 外国為替
- 資産運用
- デビットカードおよびクレジットカード
- 信用状及び貿易金融
- 受託
- 振込及び電子送金

全行が各サービスを取り揃えているとは限らず、低コストで画一内容のリテール業態と、顧客別の需要に応えるプライベート・バンキング業態に二極化する傾向がある。

### 潜在税収の規模
預金総額を低く見積ると13兆ポンド、これら資産が平均3%の年間利息がありその内30%の課税すると仮定すれば£121億の税収となる。

### 口座所有者
メリルリンチ及びキャップジェミニによる2000年のWorld Wealth Reportによると、世界の富の3分の1を全人口中0.001%（約92000人）の超富裕層が所有し、オフショア銀行で管理している。